# 提督
提督，俗稱「軍門」，一般分為水師提督和陸路提督。中國歷史上的武官差遣，為從一品官，就品级而言，受总督或巡抚节制。總督與巡撫掌軍政，總兵官與提督則掌軍令；一個是行政統治行為，一個則是統帥權力，沒有一定的上下階級規定。
明代提督并非正式官职，而是委派的差遣使职，除了东厂提督以外，通常以文官担任，个别情况下，军人也曾担任过提督，如李如松。清代提督演变为正式的武官官职，从一品。
陸路提督，為各省專門統率綠營馬步兵的最高武職長官，掌轄本標官兵及分防營汛，並節制全省陸路各鎮，校閲軍實，修治武備，稽核武職官長，以固陸防。
陸路提督武秩從一品，除特旨補用外，缺出即由兵部知照軍機處開列俸深副都統十人及各鎮總兵官請旨補授。清代全國共設陸路提督十六員，其中：專職陸路提督十一員，即直隸、福建、湖北、陝西、甘肅、新疆、四川、雲南、貴州、廣西、廣東各一員；巡撫兼陸路提督五員， 即山東、山西、河南、安徽、江西各一員。
水師提督
相對於陸路提督，負責一省之海軍相當於今天的艦隊司令，清朝一開始共設置三個水師提督，分別為：福建水師、廣東水師、長江水師，清末自強運動後則又設兩個新式水師：南洋水師以及北洋水師。
漢字文化圈舊時常以「提督」或「水師提督」稱海軍將領，日本總理大臣伊藤博文曾經立碑紀念黑船來航的美國海軍將領伯理：「北米合眾國水師提督伯理上陸紀念碑」。20世紀時，仍以「提督」一詞來稱呼海軍將領的，有韓語詞和越南語詞。前者通常指「海軍將領」，但今日較少使用。後者在越戰時期的越南共和國海軍（南越海軍）中為「海軍少將」的正式軍階名稱。